# Gunde Svan
Gunde Anders Svan (ur. 12 stycznia 1962 w Vansbro) – szwedzki biegacz narciarski, kierowca rajdowy, sześciokrotny medalista olimpijski, jedenastokrotny medalista mistrzostw świata, pięciokrotny zdobywca Pucharu Świata w biegach narciarskich oraz brązowy medalista mistrzostw Europy w rallycrossie.

## Kariera
W Pucharze Świata w biegach narciarskich zadebiutował w sezonie 1981/1982. Nie stanął na podium ani razu, ale parę razy zdobył punkty i zajął 57. miejsce w klasyfikacji generalnej. Swoje pierwsze miejsce na podium w Pucharze Świata zdobył w sezonie 1982/1983 zajmując trzecie miejsce w biegu na 50 km techniką klasyczną w norweskim Oslo 12 marca 1982 r. W każdym kolejnym sezonie, aż do sezonu 1990/1991, zawsze co najmniej raz wygrywał zawody PŚ. Łącznie 46 razy stawał na podium zawodów Pucharu Świata, w tym 30 razy zwyciężał. Pod względem licznych zwycięstw jest trzecim zawodnikiem w historii po Norwegu Bjørnie Dæhlie (46 zwycięstw) i Kazachu Władimirze Smirnowie (31 zwycięstw). Najlepsze wyniki osiągnął w sezonach 1983/1984, 1984/1985, 1985/1986, 1987/1988 i 1988/1989, kiedy triumfował w klasyfikacji generalnej. Ponadto w sezonach 1982/1983 i 1989/1990 był drugi, a w sezonie 1986/1987 trzeci w klasyfikacji generalnej. Przez osiem kolejnych sezonów (1982/1983 do 1990/1991) Svan nie opuszczał czołowej trójki klasyfikacji generalnej Pucharu Świata. Nikt przed nim nie mógł poszczycić się takim osiągnięciem. Jedynym zawodnikiem, który osiągnął lepszy wynik w tym zakresie był Bjørn Dæhlie, który utrzymywał się w czołowej trójce przez 10 sezonów.
Jego olimpijskim debiutem były igrzyska w Sarajewie. Został tam mistrzem olimpijskim w biegu na 15 km techniką klasyczną oraz w sztafecie 4 × 10 km. Szwedzi wystąpili w sztafecie w składzie: Thomas Wassberg, Benny Kohlberg, Jan Ottosson i Gunde Svan. Zdobył ponadto srebrny medal w biegu na 50 km stylem klasycznym oraz brązowy na dystansie 30 km techniką dowolną. Na igrzyskach olimpijskich w Calgary Szwedzi w składzie: Jan Ottosson, Thomas Wassberg, Gunde Svan i Torgny Mogren obronili tytuł mistrzów olimpijskich w sztafecie wywalczony w Sarajewie. Co więcej Svan zdobył także złoty medal w biegu na 50 km techniką dowolną. Na późniejszych igrzyskach już nie startował.
W 1982 r. zadebiutował na mistrzostwach świata biorąc udział w mistrzostwach w Oslo, gdzie zajął 13. miejsce w biegu na 15 km stylem dowolnym. Na mistrzostwach świata w Seefeld zdobył złote medale na dystansach 30 i 50 km techniką klasyczną. Na tych samych mistrzostwach wspólnie z Erikiem Östlundem, Thomasem Wassbergiem i Thomasem Erikssonem zdobył brązowy medal w sztafecie. Dwa lata później, podczas mistrzostw świata w Oberstdorfie, wraz z Östlundem, Wassbergiem i Mogrenem zdobył kolejny medal w sztafecie, tym razem złoty. Indywidualnie jego najlepszym wynikiem było 7. miejsce w biegu na 30 km techniką klasyczną. Mistrzostwa świata w Lahti w 1989 r. były jednymi z najlepszych w jego karierze. Zdobył tam złote medale na dystansach 15 i 50 km stylem dowolnym oraz w sztafecie razem z Christerem Majbäckiem, Larsem Hålandem i Torgnym Mogrenem. Na swoich ostatnich mistrzostwach rozgrywanych w Val di Fiemme w 1991 r. do swojej medalowej kolekcji dołączył złoto w biegu na 30 km techniką klasyczną oraz srebrne medale w biegach na 15 i 50 km techniką dowolną, a także w sztafecie.
Gunde Svan jest także czterokrotnym medalistą mistrzostw świata juniorów oraz szesnastokrotnym mistrzem Szwecji. W latach 1984, 1986 i 1991 był wybierany najlepszym sportowcem Szwecji.
W 1984 otrzymał szwedzką nagrodę Svenska Dagbladets guldmedalj, a w 1985 został nagrodzony norweskim medalem Holmenkollen wraz z norweską biegaczką narciarską Anette Bøe i norweskim skoczkiem narciarskim Perem Bergerudem. Obecnie jest członkiem Międzynarodowej Federacji Narciarskiej. W maju 2008 roku ogłoszono, że Svan zostanie nowym trenerem szwedzkiej reprezentacji, jednak zdecydował się zrezygnować z tego stanowiska 30 czerwca 2009.
Svan próbował także swoich sił w rallycrossie. Został między innymi mistrzem Szwecji, a ponadto zajął trzecie miejsce w sezonie 1995 Mistrzostw Europy w rallycrossie. Jeździł Toyotą Celicą GT-Four. Występował także w telewizji jako prowadzący szwedzkiej edycji programu Gladiators i Fort Boyard, a także w szwedzkim programie Bingolotto.
W latach 1982–1983 odbywał służbę wojskową w pułku Jämtlands fältjägarregemente stacjonującym w Östersund. W tym samym czasie razem z nim służbę odbywał inny utytułowany szwedzki biegacz narciarski Torgny Mogren.

## Życie prywatne
Jest żonaty z byłą reprezentantką Szwecji w biegach Marie Johansson. W 1993 r. na świat przyszło ich jedyne dziecko, córka Julia.

## Osiągnięcia

### Igrzyska olimpijskie
| Miejsce | Dzień     | Rok  | Miejscowość | Konkurencja             | Czas biegu | Strata  | Zwycięzca           |
| ------- | --------- | ---- | ----------- | ----------------------- | ---------- | ------- | ------------------- |
| 3.      | 10 lutego | 1984 | Sarajewo    | 30 km stylem klasycznym | 1:28:56,3  | +39,4   | Nikołaj Zimiatow    |
| 1.      | 13 lutego | 1984 | Sarajewo    | 15 km stylem klasycznym | 41:25,6    | –       | –                   |
| 1.      | 16 lutego | 1984 | Sarajewo    | Sztafeta 4 × 10 km      | 1:55:06,3  | –       | –                   |
| 2.      | 19 lutego | 1984 | Sarajewo    | 50 km stylem klasycznym | 2:15:55,8  | +4,9    | Thomas Wassberg     |
| 10.     | 15 lutego | 1988 | Calgary     | 30 km stylem klasycznym | 1:24:26,3  | +3:04,5 | Aleksiej Prokurorow |
| 13.     | 19 lutego | 1988 | Calgary     | 15 km stylem klasycznym | 41:18,9    | +1:48,4 | Michaił Dewiatarow  |
| 1.      | 22 lutego | 1988 | Calgary     | Sztafeta 4 × 10 km      | 1:43:58,6  | –       | –                   |
| 1.      | 27 lutego | 1988 | Calgary     | 50 km stylem klasycznym | 2:04:30,9  | –       | –                   |

### Mistrzostwa świata
| Miejsce | Dzień       | Rok  | Miejscowość   | Konkurencja             | Czas biegu  | Strata  | Zwycięzca         |
| ------- | ----------- | ---- | ------------- | ----------------------- | ----------- | ------- | ----------------- |
| 13.     | 23 lutego   | 1982 | Oslo          | 15 km stylem dowolnym   | 38:52,5 min | ?       | Oddvar Brå        |
| 1.      | 18 stycznia | 1985 | Seefeld       | 30 km stylem klasycznym | 1:18:24,1   | –       | –                 |
| 5.      | 22 stycznia | 1985 | Seefeld       | 15 km stylem klasycznym | 40:42,7     | +1:04,7 | Kari Härkönen     |
| 3.      | 24 stycznia | 1985 | Seefeld       | Sztafeta 4 × 10 km      | 1:52:21,0   | +40,8   | Norwegia          |
| 1.      | 27 stycznia | 1985 | Seefeld       | 50 km stylem klasycznym | 2:10:49,9   | –       | –                 |
| 7.      | 12 lutego   | 1987 | Oberstdorf    | 30 km stylem klasycznym | 1:24:30,1   | +4:47,2 | Thomas Wassberg   |
| 24.     | 15 lutego   | 1987 | Oberstdorf    | 15 km stylem klasycznym | 43:01,8     | +2:16,7 | Marco Albarello   |
| 1.      | 17 lutego   | 1987 | Oberstdorf    | Sztafeta 4 × 10 km      | 1:38:04,6   | –       | –                 |
| 1.      | 20 lutego   | 1989 | Lahti         | 15 km stylem dowolnym   | 40:39,6     | –       | –                 |
| 6.      | 22 lutego   | 1989 | Lahti         | 15 km stylem klasycznym | 42:40,7     | +45,9   | Harri Kirvesniemi |
| 1.      | 24 lutego   | 1989 | Lahti         | Sztafeta 4 × 10 km      | 1:40:12,3   | –       | –                 |
| 1.      | 26 lutego   | 1989 | Lahti         | 50 km stylem dowolnym   | 2:15:24,9   | –       | –                 |
| 1.      | 7 lutego    | 1991 | Val di Fiemme | 30 km stylem klasycznym | 1:16:12,4   | –       | –                 |
| 2.      | 9 lutego    | 1991 | Val di Fiemme | 15 km stylem dowolnym   | 36:57,2     | +8,4    | Bjørn Dæhlie      |
| 2.      | 15 lutego   | 1991 | Val di Fiemme | Sztafeta 4 × 10 km      | 1:39:47,3   | +1:51,8 | Norwegia          |
| 2.      | 17 lutego   | 1991 | Val di Fiemme | 50 km stylem dowolnym   | 2:03:31,6   | +17,2   | Torgny Mogren     |

### Mistrzostwa świata juniorów
| Miejsce | Dzień       | Rok  | Miejscowość  | Konkurencja             | Wynik      | Strata | Zwycięzca         |
| ------- | ----------- | ---- | ------------ | ----------------------- | ---------- | ------ | ----------------- |
| 2.      | luty/marzec | 1980 | Örnsköldsvik | Sztafeta 3 × 10 km      | 1:29:03    | +1:16  | ZSRR              |
| 3.      | luty        | 1981 | Schonach     | 15 km stylem klasycznym | 46:06,28   | +3,28  | Lars-Göran Dahl   |
| 2.      | luty        | 1981 | Schonach     | Sztafeta 3 × 10 km      | 1:28:14,63 | +5,27  | Norwegia          |
| 6.      | 3 marca     | 1982 | Murau        | 15 km stylem klasycznym | 40:10,6    | 1:13,0 | Andriej Astaszkin |
| 1.      | ? marca     | 1982 | Murau        | Sztafeta 3 × 10 km      | 1:23:52,1  | -      | -                 |

### Puchar Świata

#### Miejsca w klasyfikacji generalnej
- sezon 1981/1982: 57.
- sezon 1982/1983: 2.
- sezon 1983/1984: 1.
- sezon 1984/1985: 1.
- sezon 1985/1986: 1.
- sezon 1986/1987: 3.
- sezon 1987/1988: 1.
- sezon 1988/1989: 1.
- sezon 1989/1990: 2.
- sezon 1990/1991: 8.

#### Zwycięstwa w zawodach
| Nr  | Dzień       | Rok  | Miejscowość   | Konkurencja          | Czas biegu  |
| --- | ----------- | ---- | ------------- | -------------------- | ----------- |
| 1.  | 19 marca    | 1983 | Anchorage     | 15 km st. klasycznym | ?           |
| 2.  | 27 marca    | 1983 | Labrador City | 30 km st. klasycznym | ?           |
| 3.  | 16 grudnia  | 1983 | Ramsau        | 30 km st. klasycznym | ?           |
| 4.  | 13 lutego   | 1984 | Sarajewo      | 15 km st. klasycznym | 41:25.6 min |
| 5.  | 25 lutego   | 1984 | Falun         | 30 km st. klasycznym | ?           |
| 6.  | 17 marca    | 1984 | Fairbanks     | 15 km st. klasycznym | ?           |
| 7.  | 18 stycznia | 1985 | Seefeld       | 30 km st. klasycznym | 1:18:24,1   |
| 8.  | 27 stycznia | 1985 | Seefeld       | 50 km st. klasycznym | 2:20:49,9   |
| 9.  | 16 lutego   | 1985 | Witosza       | 15 km st. klasycznym | ?           |
| 10. | 23 lutego   | 1985 | Syktywkar     | 15 km st. klasycznym | ?           |
| 11. | 9 marca     | 1985 | Falun         | 30 km st. klasycznym | ?           |
| 12. | 8 grudnia   | 1985 | Labrador City | 15 km st. klasycznym | ?           |
| 13. | 14 grudnia  | 1985 | Biwabik       | 30 km st. dowolnym   | ?           |
| 14. | 11 stycznia | 1986 | La Bresse     | 30 km st. klasycznym | ?           |
| 15. | 14 lutego   | 1986 | Oberstdorf    | 50 km st. dowolnym   | ?           |
| 16. | 14 marca    | 1986 | Oslo          | 50 km st. klasycznym | ?           |
| 17. | 10 grudnia  | 1986 | Ramsau        | 15 km st. dowolnym   | ?           |
| 18. | 13 grudnia  | 1986 | Cogne         | 15 km st. dowolnym   | ?           |
| 19. | 19 grudnia  | 1987 | Davos         | 15 km st. klasycznym | ?           |
| 20. | 27 lutego   | 1988 | Calgary       | 50 km st. dowolnym   | 2:04:30,9   |
| 21. | 14 grudnia  | 1988 | Bohinj        | 30 km st. dowolnym   | ?           |
| 22. | 17 grudnia  | 1988 | Val di Sole   | 15 km łączony        | ?           |
| 23. | 13 stycznia | 1989 | Nové Město    | 15 km st. dowolnym   | ?           |
| 24. | 15 stycznia | 1989 | Nové Město    | 30 km st. klasycznym | ?           |
| 25. | 20 lutego   | 1989 | Lahti         | 15 km st. dowolnym   | 40:39,6     |
| 26. | 20 lutego   | 1989 | Lahti         | 50 km st. dowolnym   | 2:15:24,9   |
| 27. | 13 stycznia | 1990 | Moskwa        | 30 km st. dowolnym   | ?           |
| 28. | 21 lutego   | 1990 | Val di Fiemme | 30 km st. klasycznym | ?           |
| 29. | 17 marca    | 1990 | Vang          | 50 km st. dowolnym   | ?           |
| 30. | 7 lutego    | 1991 | Val di Fiemme | 30 km st. klasycznym | 1:16:12,4   |

#### Miejsca na podium
| Nr  | Dzień       | Rok  | Miejscowość   | Konkurencja          | Czas biegu | Strata | Pozycja | Zwycięzca                  |
| --- | ----------- | ---- | ------------- | -------------------- | ---------- | ------ | ------- | -------------------------- |
| 1.  | 12 marca    | 1983 | Oslo          | 50 km st. klasycznym | –          | –      | 3       | Asko Autio                 |
| 2.  | 19 marca    | 1983 | Anchorage     | 15 km st. klasycznym | ?          | –      | 1       | –                          |
| 3.  | 27 marca    | 1983 | Labrador City | 30 km st. klasycznym | ?          | –      | 1       | –                          |
| 4.  | 16 grudnia  | 1983 | Ramsau        | 30 km st. klasycznym | ?          | –      | 2       | Torgny Mogren              |
| 5.  | 10 lutego   | 1984 | Sarajewo      | 30 km st. dowolnym   | 1:28:56,3  | +39,4  | 3       | Nikołaj Zimiatow           |
| 6.  | 13 lutego   | 1984 | Sarajewo      | 15 km st. klasycznym | 41:25,6    | –      | 1       |                            |
| 7.  | 19 lutego   | 1984 | Sarajewo      | 50 km st. klasycznym | 2:15:55,8  | +4,9 s | 2       | Thomas Wassberg            |
| 8.  | 25 lutego   | 1984 | Falun         | 30 km st. klasycznym | ?          | –      | 1       | –                          |
| 9.  | 2 marca     | 1984 | Lahti         | 15 km st. klasycznym | ?          | ?      | 3       | Lars Erik Eriksen          |
| 10. | 10 marca    | 1984 | Oslo          | 50 km st. klasycznym | ?          | ?      | 3       | Tor Håkon Holte            |
| 11. | 17 marca    | 1984 | Fairbanks     | 15 km st. klasycznym | ?          | –      | 1       | –                          |
| 12. | 9 grudnia   | 1984 | Cogne         | 15 km st. dowolnym   | ?          | ?      | 3       | Eilif Kristen Mikkelsplass |
| 13. | 18 stycznia | 1985 | Seefeld       | 30 km st. klasycznym | 1:18:24,1  | –      | 1       | –                          |
| 14. | 27 stycznia | 1985 | Seefeld       | 50 km st. klasycznym | 2:20:49,9  | –      | 1       | –                          |
| 15. | 16 lutego   | 1985 | Witosza       | 15 km st. klasycznym | ?          | –      | 1       | –                          |
| 16. | 23 lutego   | 1985 | Syktywkar     | 15 km st. klasycznym | ?          | –      | 1       | –                          |
| 17. | 9 marca     | 1985 | Falun         | 30 km st. klasycznym | ?          | –      | 1       | –                          |
| 18. | 14 marca    | 1985 | Oslo          | 15 km st. klasycznym | ?          | ?      | 2       | Thomas Wassberg            |
| 19. | 8 grudnia   | 1985 | Labrador City | 15 km st. klasycznym | ?          | –      | 1       |                            |
| 20. | 14 grudnia  | 1985 | Biwabik       | 30 km st. dowolnym   | ?          | –      | 1       |                            |
| 21. | 11 stycznia | 1986 | La Bresse     | 30 km st. klasycznym | ?          | –      | 1       |                            |
| 22. | 15 stycznia | 1986 | Bohinj        | 5 km st. dowolnym    | ?          | ?      | 2       | Torgny Mogren              |
| 23. | 14 lutego   | 1986 | Oberstdorf    | 50 km st. dowolnym   | ?          | –      | 1       | –                          |
| 24. | 23 lutego   | 1986 | Kawgołowo     | 15 km st. klasycznym | ?          | ?      | 2       | Władimir Smirnow           |
| 25. | 2 marca     | 1986 | Lahti         | 15 km st. dowolnym   | ?          | ?      | 2       | Torgny Mogren              |
| 26. | 14 marca    | 1986 | Oslo          | 50 km st. klasycznym | ?          | –      | 1       | –                          |
| 27. | 10 grudnia  | 1986 | Ramsau        | 15 km st. dowolnym   | ?          | –      | 1       | –                          |
| 28. | 13 grudnia  | 1986 | Cogne         | 15 km st. dowolnym   | ?          | –      | 1       | –                          |
| 29. | 12 grudnia  | 1987 | La Clusaz     | 15 km st. dowolnym   | ?          | ?      | 2       | Torgny Mogren              |
| 30. | 15 grudnia  | 1987 | Castelrotto   | 30 km st. dowolnym   | ?          | ?      | 2       | Torgny Mogren              |
| 31. | 19 grudnia  | 1987 | Davos         | 15 km st. klasycznym | ?          | –      | 1       | –                          |
| 32. | 27 lutego   | 1988 | Calgary       | 50 km st. dowolnym   | 2:04:30,9  | –      | 1       | –                          |
| 33. | 10 grudnia  | 1988 | Ramsau        | 15 km st. dowolnym   | ?          | ?      | 2       | Torgny Mogren              |
| 34. | 14 grudnia  | 1988 | Bohinj        | 30 km st. dowolnym   | ?          | –      | 1       | –                          |
| 35. | 17 grudnia  | 1988 | Val di Sole   | 15 km łączony        | ?          | –      | 1       | –                          |
| 36. | 13 stycznia | 1989 | Nové Město    | 15 km st. dowolnym   | ?          | –      | 1       | –                          |
| 37. | 15 stycznia | 1989 | Nové Město    | 30 km st. klasycznym | ?          | –      | 1       | –                          |
| 38. | 20 lutego   | 1989 | Lahti         | 15 km st. dowolnym   | 40:39,6    | –      | 1       | –                          |
| 39. | 20 lutego   | 1989 | Lahti         | 50 km st. dowolnym   | 2:15:24,9  | –      | 1       | –                          |
| 40. | 13 stycznia | 1990 | Moskwa        | 30 km st. dowolnym   | ?          | –      | 1       | –                          |
| 41. | 21 lutego   | 1990 | Val di Fiemme | 30 km st. klasycznym | ?          | –      | 1       | –                          |
| 42. | 6 marca     | 1990 | Trondheim     | 15 km st. klasycznym | ?          | ?      | 2       | Aleksiej Prokurorow        |
| 43. | 17 marca    | 1990 | Vang          | 50 km st. dowolnym   | ?          | –      | 1       | –                          |
| 44. | 7 lutego    | 1991 | Val di Fiemme | 30 km st. klasycznym | 1:16:12,4  | –      | 1       | –                          |
| 45. | 9 lutego    | 1991 | Val di Fiemme | 15 km st. dowolnym   | 36:57,2    | +8,4   | 2       | Bjørn Dæhlie               |
| 46. | 17 lutego   | 1991 | Val di Fiemme | 50 km st. dowolnym   | 2:03:31,6  | +17,2  | 2       | Torgny Mogren              |